# Кименска Долина
Кименска Долина (фин. Kymenlaakso, швед. Kymmenedalen) је округ у Финској, у јужном делу државе. Седиште округа је град Коувола, а значајни су и градови Котка и Хамина.

## Положај округа
Округ Кименска Долина се налази у јужном делу Финске. Њега окружују:
- са севера: Округ Јужна Савонија,
- са истока: Округ Јужна Карелија,
- са југоистока: Русија (Лењинградска област),
- са југа: Фински залив Балтичког мора,
- са запада: Округ Нова Земља,
- са северозапада: Округ Пејенска Тавастија.

## Природне одлике
Рељеф: Округ припада историјској области Финска нова земља, а просторно је смештен у њеном источном делу. У округу Кименска Долина преовлађују равничарска подручја, надморске висине 0-90 м.
Клима у округу Кименска Долина влада оштра Континентална клима.
Воде: Кименска Долина је приморски округ Финске. На југу округ излази на Фински залив Балтичког мора. Обала је дуга и веома разуђена, са бројним острвима, полуострвима и заливима. У унутрашњости округа постоји низ ледничких језера. Најважнија река је река Кимијоки, по коме је округ добио назив.

## Становништво
По подацима 2011. године у округу Кименска Долина живело је приближно 180 хиљаде становника. Од 2000. године број становника у округу је опао за око 5%.
Густина насељености у округу је 35 становника/км², што је за 2 пута више од државног просека (16 ст./км²). Јужни, приморски део округа је знатно боље насељен него север, испрецесан бројним језерима.
Етнички састав: Финци су до скора били претежно становништво округа, уз малу заједницу Швеђана дуж приморја, али се последњих деценија овде населио и мањи број усељеника, посебно Руса из оближњих области Русије. У пограничним подручјима су чести двојезични (финско-руски) натписи.

## Општине и градови
Округ Кименска Долина има 7 општина, од којих су 3 са звањем града (означене задебљаним словима). То су:
| - Виролахти - Котка - Коувола - Лити | - Мијехикеле - Пихте - Хамина |

Градска подручја са више од 10 хиљада становника су:
- Котка - 53.000 становника,
- Коувола - 51.000 становника,
- Хамина - 17.000 становника.